# ジブロモジフルオロメタン
ジブロモジフルオロメタン(Dibromodifluoromethane)は、ハロメタンの一種である。無色不燃性の液体である。
ブロモクロロジフルオロメタン（ハロン1211）、ブロモトリフルオロメタン（ハロン1301）とともに、有効な消火薬剤となるが、最も毒性の高いものの1つでもある。オゾン層破壊物質としては、クラス1に指定されている。

## 物理的特性
| 特性                 | 値                  |
| -------------------- | ------------------- |
| 密度 (15℃)           | 2.3063 g.cm?3       |
| 臨界温度 (Tc)        | 198.3 °C (471.3 K)  |
| 臨界圧力 (pc)        | 4.13 MPa (40.8 bar) |
| 屈折率 (20℃)         | 1.398               |
| 双極子モーメント     | 0.7 D               |
| オゾン破壊係数 (ODP) | 0.4 (CCl3F = 1)     |